# Mercats de Trajà
Els Mercats de Trajà (en llatí Mercatus Traiani, en italià Mercati di Traiano) són un gran complex de ruïnes de la ciutat de Roma, situat a la Via dei Fori Imperiali, al costat oposat al Colosseu. Aquesta àrea comercial de planta semicircular va sorgir de manera contemporània al Fòrum de Trajà al començament del segle ii, per tal d'ocupar i aguantar el rebaix dut a terme a la falda del Quirinal que havia calgut fer per construir aquesta part dels Fòrums Imperials.
Va ser construït entre els anys 107 i 110 per Apol·lodor de Damasc, un arquitecte que sempre va seguir l'emperador Trajà en les seves aventures. Durant l'edat mitjana el complex va ser transformat de manera ostensible: s'hi van afegir diversos pisos, encara visibles avui, i elements defensius, com la Torre de les Milícies (Torre delle Milizie), aixecada l'any 1200. Més tard s'hi va construir un convent, el qual es va enderrocar al començament del segle xx per tal de recuperar els Mercats de Trajà per a la ciutat de Roma.
Els nivells superiors del mercat albergaven les oficines, mentre que a la part de sota, davant del Fòrum de Trajà, hi havia botigues (tabernae) que venien oli, vi, peix i marisc, fruites i verdures i altres aliments. Les cases medievals es van construir al pis superior, davant del segment semicircular de la Via Biberatica.